# Coppa Italia 2013-2014 (pallamano maschile)
La Coppa Italia di pallamano 2013 - 2014 è stata la 29ª edizione della coppa nazionale italiana di pallamano maschile.

Essa è organizzata dalla Federazione Italiana Gioco Handball.

Alla competizione hanno partecipato otto squadre della Serie A - 1ª Divisione Nazionale 2013-2014.

La competizione si è svolta dal 31 gennaio al 2 febbraio 2014.

## Formula
Il torneo si è disputato con la formula delle Final Eight in sede unica a Martina Franca, in provincia di Taranto.
Per ognuno dei tre gironi della Serie A - 1ª Divisione Nazionale 2013-2014 si qualificano le prime due classificate più le due miglior terze al termine del girone di andata per un totale di otto club partecipanti.

## Squadre partecipanti
- 1º Girone A:  Bozen
- 1º Girone B:  Carpi
- 1º Girone C:  Junior Fasano
- 2º Girone A:  Trieste
- 2º Girone B:  Teramo
- 2º Girone C:  Fondi
- 1ª miglior terza:  Ambra
- 2ª miglior terza:  Pressano

## Risultati

### Tabellone
|  | Quarti di finale | Quarti di finale |             |             | Semifinali                | Semifinali                |  |  | Finale               | Finale |
|  |                  |                  |             |             |                           |                           |  |  |                      |        |
|  | h. 14:00         |                  |             |             |                           |                           |  |  |                      |        |
|  |                  |                  |             |             |                           |                           |  |  |                      |        |
|  | 2A Trieste       | 25               |             |             |                           |                           |  |  |                      |        |
|  | 2A Trieste       | 25               | 18:00       |             |                           |                           |  |  |                      |        |
|  | 1B Carpi         | 35               |             |             |                           |                           |  |  |                      |        |
|  | 1B Carpi         | 35               | 1B Carpi    | 27          |                           |                           |  |  |                      |        |
|  | 16:00            |                  | 1B Carpi    | 27          |                           |                           |  |  |                      |        |
|  |                  | 3B Ambra         | 20          |             |                           |                           |  |  |                      |        |
|  | 3B Ambra         | 3B Ambra         | 20          | 39          |                           |                           |  |  |                      |        |
|  | 3B Ambra         |                  | 16:30       | 39          |                           |                           |  |  |                      |        |
|  | 1A Bozen         | 32               |             |             |                           |                           |  |  |                      |        |
|  | 1A Bozen         | 32               | 1B Carpi    | 28          |                           |                           |  |  |                      |        |
|  | 18:00            |                  | 1B Carpi    | 28          |                           |                           |  |  |                      |        |
|  |                  | 1C Junior Fasano | 31          |             |                           |                           |  |  |                      |        |
|  | 2C Fondi         | 1C Junior Fasano | 31          | 29          |                           |                           |  |  |                      |        |
|  | 2C Fondi         | 20:00            |             | 29          |                           |                           |  |  |                      |        |
|  | 3A Pressano      | 35               |             |             |                           |                           |  |  |                      |        |
|  | 3A Pressano      | 35               | 3A Pressano | 23          | Finale per il terzo posto | Finale per il terzo posto |  |  |                      |        |
|  | 20:00            |                  | 3A Pressano | 23          | Finale per il terzo posto | Finale per il terzo posto |  |  |                      |        |
|  |                  | 1C Junior Fasano | 25          |             |                           |                           |  |  |                      |        |
|  | 2C Teramo        | 1C Junior Fasano | 25          | 26          | 3B Ambra                  | 25                        |  |  |                      |        |
|  | 2C Teramo        |                  |             | 26          | 3B Ambra                  | 25                        |  |  |                      |        |
|  | 1C Junior Fasano | 28               |             | 3A Pressano | 24                        |                           |  |  |                      |        |
|  | 1C Junior Fasano | 28               |             |             | 24                        |                           |  |  |                      |        |
|  |                  |                  |             |             |                           |                           |  |  | 1º marzo 2015, 14:30 |        |
|  |                  |                  |             |             |                           |                           |  |  |                      |        |

### Tabellone 5º-8º posto
|  | Semifinali 5º-8º posto | Semifinali 5º-8º posto | Semifinali 5º-8º posto |       |       | Finale 5º posto | Finale 5º posto | Finale 5º posto |  |
|  |                        |                        |                        |       |       |                 |                 |                 |  |
|  | Trieste                | Trieste                | 32                     |       |       |                 |                 |                 |  |
|  | Trieste                | Trieste                | 32                     |       |       |                 |                 |                 |  |
|  | Bozen                  | Bozen                  | 38                     |       |       |                 |                 |                 |  |
|  | Bozen                  | Bozen                  | 38                     |       | Bozen | Bozen           | 29              |                 |  |
|  |                        |                        |                        |       | Bozen | Bozen           | 29              |                 |  |
|  |                        |                        | Fondi                  | Fondi | 23    |                 |                 |                 |  |
|  | Fondi                  | Fondi                  | Fondi                  | Fondi | 23    | 26              |                 |                 |  |
|  | Fondi                  | Fondi                  |                        |       |       | 26              |                 |                 |  |
|  | Teramo                 | Teramo                 | 24                     |       |       | Finale 7º posto | Finale 7º posto | Finale 7º posto |  |
|  | Teramo                 | Teramo                 | 24                     |       |       |                 |                 |                 |  |
|  |                        |                        |                        |       |       |                 |                 |                 |  |
|  |                        |                        |                        |       |       | Trieste         | Trieste         | 32              |  |
|  |                        |                        |                        |       |       | Trieste         | Trieste         | 32              |  |
|  |                        |                        |                        |       |       | Teramo          | Teramo          | 23              |  |

### Quarti di finale
| Arbitri: | Giu. Iaconello Gio. Iaconello |

|          |           |             |
| Cunjac 7 | Marcatori | Di Matteo 9 |

| Arbitri: | Campochiaro Castagnino |

|            |           |           |
| Maraldi 12 | Marcatori | Šporčić 7 |

| Arbitri: | Zendali Riello |

|                        |           |            |
| Antonio, Di Manno S. 6 | Marcatori | Da Silva 9 |

| Arbitri: | Alperan Scevola |

|             |           |          |
| Nikočević 8 | Marcatori | Maione 9 |

### Semifinali 5º-8º posto
| Arbitri: | Cosenza Schiavone |

|          |           |                     |
| Cunjac 7 | Marcatori | Pircher, Turković 7 |

| Arbitri: | Campochiaro Castagnino |

|                        |           |             |
| Antonio, Di Manno S. 6 | Marcatori | Nikočević 7 |

### Semifinali 1º-4º posto
| Arbitri: | Alperan Scevola |

|          |           |            |
| Zoboli 6 | Marcatori | Raupenas 8 |

| Arbitri: | Giu. Iaconello Gio. Iaconello |

|            |           |           |
| Da Silva 7 | Marcatori | Maione 11 |

### Finale 7º posto
| Arbitri: | Alperan Scevola |

|           |           |          |
| Sirotić 9 | Marcatori | Valeri 5 |

### Finale 5º posto
| Arbitri: | Campochiaro Castagnino |

|            |           |               |
| Radovčić 8 | Marcatori | Di Manno G. 6 |

### Finale 3º posto
| Arbitri: | Zendali Riello |

|            |           |                       |
| Raupenas 8 | Marcatori | Da Silva, Di Maggio 6 |

### Finale
| Arbitri: | Cosenza Schiavone |

|                                                                               |           |                                                                           |
| Skatar 6 Di Matteo 5 Tojčić 5 Bašić 3 Marrochi 3 Polito 2 Sperti 2 Pieracci 1 | Marcatori | Brzić 9 Beharević 8 Costanzo 4 Maione 4 Messina 3 De Santis L. 1 Rubino 1 |